# Wistow (Cambridgeshire)
Wistow – wieś w Anglii, w hrabstwie Cambridgeshire, w dystrykcie Huntingdonshire. Leży 29 km na północny zachód od miasta Cambridge i 102 km na północ od Londynu.